# Osvaldo Aranha
Osvaldo Euclides de Sousa Aranha (Alegrete, 15 de febrer de 1894 — Rio de Janeiro, 27 de gener de 1960) va ser un polític, diplomàtic i advocat brasiler, que va guanyar rellevància als anys trenta, sota el govern de Getúlio Vargas.
És conegut en la política internacional per la seva actuació com a president de l'Assemblea General de les Nacions Unides en 1947, quan va presidir la sessió de l'Assemblea que va aprovar la Resolució 181, també coneguda com Pla per a la partició de Palestina, i que va establir la creació de l'Estat d'Israel el 1947.
Aranya va tenir un paper crucial en la negociació i aprovació de la Resolució 181. Va ser responsable de liderar la sessió i facilitar el diàleg entre les diferents delegacions, buscant un consens per a resoldre la qüestió de Palestina. Pels seus esforços en la situació palestina, va ser nominat al Premi Nobel de la Pau de 1948.

## Biografia

### Primers anys
Era fill de Luísa de Freitas Vale Aranha i del terratinent i coronel de la Guàrdia Nacional Euclides Egídio de Sousa Aranha, propietaris de la finca Alto Uruguai a Itaqui (interior de Rio Grande do Sul). Va passar la infància a Alegrete, ciutat que havia estat fundada pel seu avi. Va desplaçar.se a Rio de Janeiro, on va estudiar al Col·legi Militar i a la Facultat de Ciències Jurídiques i Socials, actual Facultat Nacional de Dret de la Universitat Federal de Rio de Janeiro. També va estudiar a París, abans de tornar al seu estat natal per exercir l'advocacia i ingressar en la política.
El 1923, quan va explotar la lluita fratricida entre chimangos (aliats de Borges de Medeiros — president de l'estat) i maragatos (opositors a la seva cinquena reelecció), va unir-se a les tropes de Medeiros, amb rang de tinent coronel. Aranha va organitzar la milícia civil d'Itaqui, Alegrete i municipis veïns, conformant el 5è Cos de la Brigada Oest. Després de la victòria del govern, el 1924 va ser designat sotscap de policia d'Alegrete. Aquest era un destí complicat, doncs en aquesta regió fronterera hi havia un gran nombre de rebels maragatos que retornaven de l'exili.

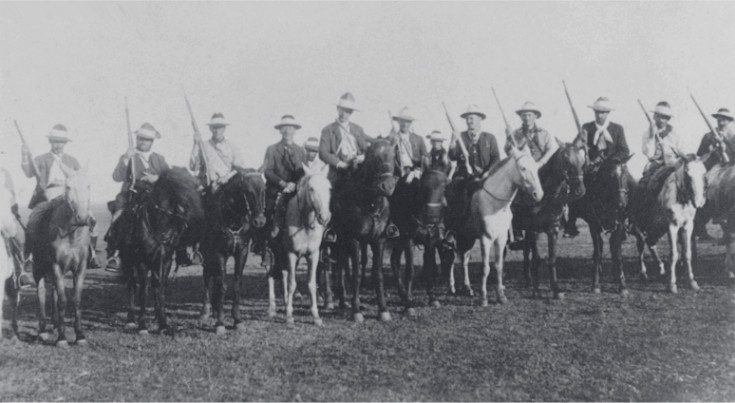
Osvaldo Aranha amb el seu Estat major en la defensa d'Itaqui, el 1924

L'oposició es va aliar als tenentistas —moviment organitzat per oficials de baix grau que exigia reformes polítiques al país per l'esgotament del sistema oligàrquic de la República Velha— i va llançar una nova revolta l'octubre de 1924. Aranya va ser un dels comandants de la reeixida defensa d'Itaqui. Políticament enfortit, es va convertir en intendent (alcalde) del municipi entre 1925 i 1927. Durant la seva gestió, la localitat va ser la segona de l'estat en tenir enllumenat públic als carrers, paviment i clavegueram. El setembre de 1925, durant el seu mandat, va haver de partir en campanya junt a Flores da Cunha contra una nova revolta, tancada amb l'empresonament del cap dels rebels, Honório Lemes.
El novembre de 1926 va tenir lloc una nova revolta tenentista. Osvaldo Aranha va liderar els seus milicians mentre perseguien els rebels en retirada. Creient que oferirien poca resistència, va llançar un atac de cavalleria a Caçapava do Sul, el dia 25, però va veure's sorprès per les posicions de metralladora rivals. Va resultar ferit de bala al turmell i va perdre la consciència a causa de l'hemorràgia, havent de ser rescatar pels seus subordinats. La sèpsia de la ferida gairebé va provocar-li l'amputació del peu. Va tenir seqüeles tres anys, havent d'utilitzar crosses i després bastons i calçat ortopèdic.
Dos anys més tard va ser elegit diputat federal. El 1928 es va convertir en secretari de l'interior, on va dedicar gran esforç en projectes educacionals.

### Projecció nacional
Amic de Getúlio Vargas, va ser el gran articulador de la campanya de l'Aliança Liberal en les eleccions, actuant a l'ombra en la coordinació de l'aixecament armat que va deposar Washington Luís i va fer realitat la Revolució de 1930. Va negociar amb la Junta Provisional de 1930 el lliurament del govern a Vargas. A continuació, va ser nomenat ministre de Justícia i, el 1931, ministre d'Hisenda. En aquest càrrec va renegociar el deute extern d'estats i municipis —que s'havia disparat per la situació económica (crac del 29 i crisis del cafè)—, consolidant-lo amb el deute federal.

Fotografia de 1940.

El 1934, Osvaldo Aranha va sortir del gabinet ministerial, i tot seguit va acceptar el càrrec d'ambaixador a Washington. Va actuar sempre en defensa de les relacions brasileres amb els Estats Units i es va convertir en amic personal del president Franklin Delano Roosevelt. Prestigiós en el càrrec, va ser convidat a impartir conferències en tot el país. Va dimitir del càrrec d'ambaixador per la seva disconformitat amb la declaració de l'Estado Novo, el 1937. Emperò, el març de 1938 va ser convençut pel seu amic Vargas per assumir el ministeri d'Afers Exteriors i, en el càrrec, va lluitar contra els grups germanòfils (que, anys enrere, havien sigut aliats de Vargas per arribar a la presidència) cercant una major aproximació als Estats Units, en el període que va antecedir la Segona Guerra Mundial. Sota la seva direcció, la cancelleria va passar per grans reformes administratives.

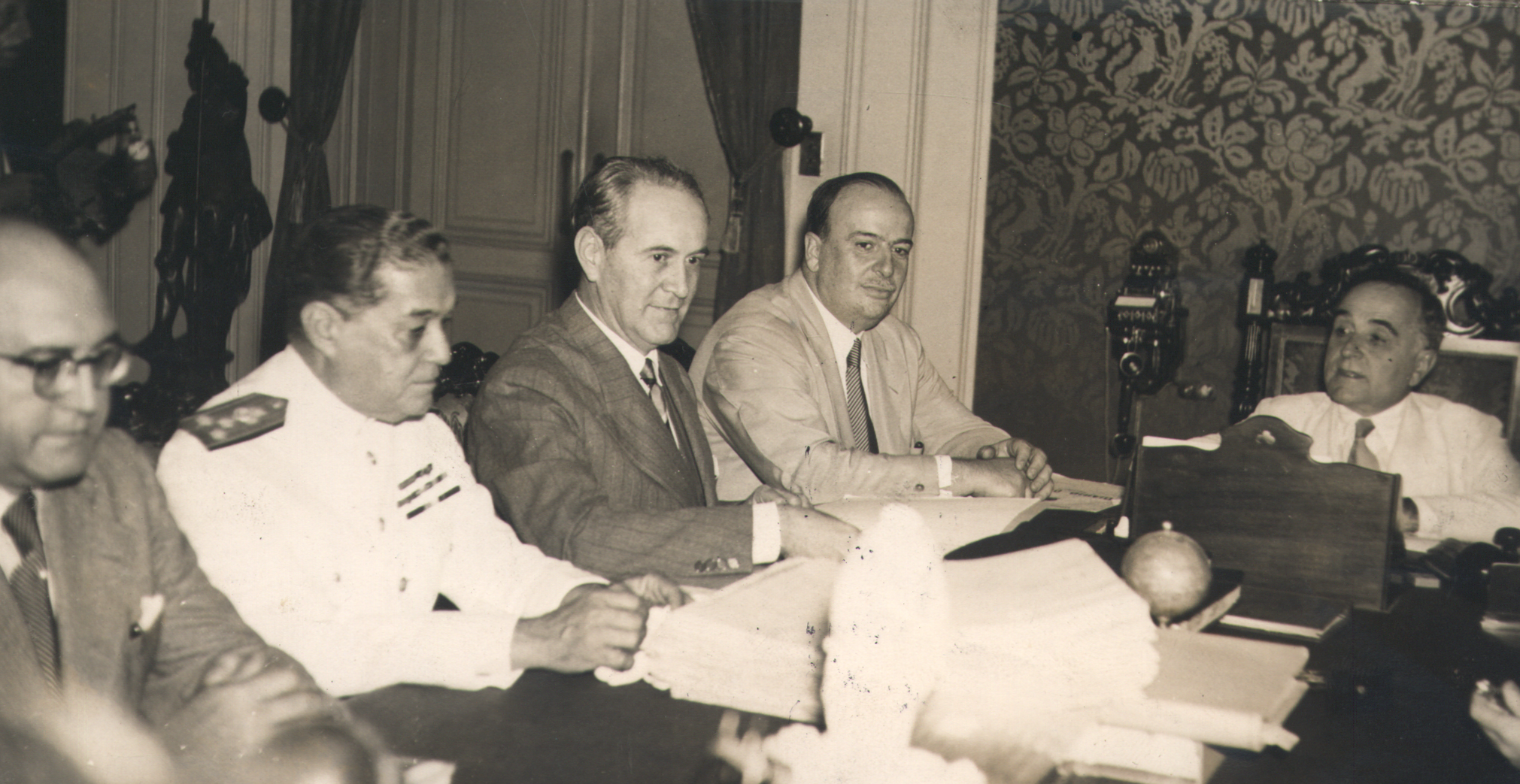
De l'esquerra cap a la dreta: Waldemar Falcão, Almirall Guilhem, Osvaldo Aranha, Sousa Costa i Getúlio Vargas, 1939.

### Projecció internacional
En la partida d'escacs que va suposar l'entrada del Brasil en la Segona Guerra Mundial, Aranha va tenir-hi un paper fonamental, representant en el govern l'ala panamericanista, defensant una aliança amb els Estats Units. El gaúcho comptava amb l'oposició frontal de la cúpula militar, partidària d'una aproximació amb el Reich i capitanejada principalment pel ministre de Guerra Eurico Gaspar Dutra, .
El gener del 1942, Osvaldo Aranha va presidir la Conferència Interamericana de Rio, on el Brasil i tots els països americans van decidir trencar les relacions amb els països de l'Eix; a excepció d'Argentina i Xile, que ho farien posteriorment. La decisió va ser un triomf de les conviccions panamericanes d'Aranha. El 1944 Aranha dimiteix del càrrec de ministre d'exteriors, després de ser debilitat dins del govern. Per a molts observadors de l'època, Aranha era el candidat natural en les eleccions de 1945, però la fidelitat a Vargas i el poc suport que les masses donaven al partit, van dissuadir-lo de disputar les eleccions.
Va tornar a l'escena política el 1947, com a cap de la delegació brasilera en la recentment creada Organització de les Nacions Unides (ONU). Va presidir la II Assemblea General que va votar el Pla de l'ONU per a la partició de la Palestina, que va culminar en la creació de l'Estat d'Israel.
L'any 1953, durant la segona etapa de Getúlio Vargas en la presidència del país, va tornar a ocupar la cartera d'Hisenda i va introduir reformes amb l'objectiu d'estabilitzar la caòtica situació econòmica en la què es trobava el país. Amb el suïcidi de Vargas, Osvaldo Aranha es retira del govern i comença a centrar-se en els seus negocis personals i al dret.
Durant el govern de Juscelino Kubitschek, va tornar a encapçalar la delegació brasilera davant l'ONU, per concloure amb èxit la seva carrera política.

### Mort

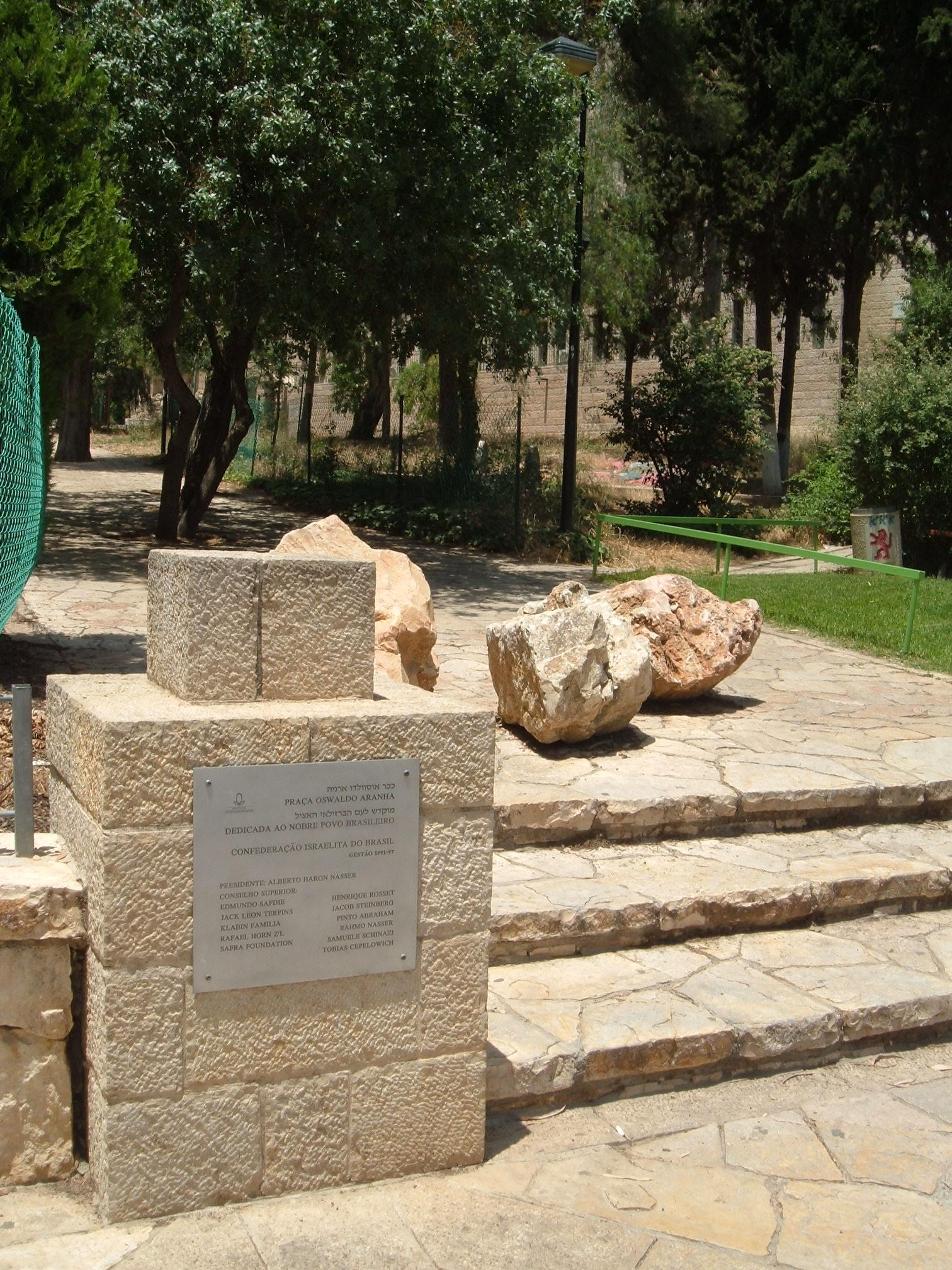
Placa en memòria d'Osvaldo Aranha a Jerusalem.

La nit del 27 de gener de 1960, Osvaldo Aranha va morir al seu domicili de Rio de Janeiro, a causa d'un infart. El seu enterrament, al qual van assistir milers de persones, va reunir els noms més importants de la política brasilera, entre ells el president Juscelino Kubitschek (que va ser un dels que portaven el taüt d'Aranha), Tancredo Neves i Horácio Lafer.

## Homenatges
Considerat un dels organitzadors de la creació d'Israel, hi ha diversos carrers i places batejats amb el seu nom en aquell país, en ciutats com Tel-Aviv, Beerxeba, Jerusalem o Ramat Gan. També al barri portoalegrense de Bom Fim, on hi viuen centenars de famílies d'immigrants jueus.
El 20 de gener de 1934 va ser agraciat pel govern portuguès amb la Gran Creu de l'Orde Militar de Sant'Iago da Espada. El 31 de maig de 1958 va rebre la Gran Creu de l'Orde Militar de Crist de Portugal.
El 17 d'abril de 2020 va formalitzar-se la incorporació del nom d'Osvaldo Aranha en el Llibre dels Herois i Heroïnes de la Pàtria.

## Família
Havia sigut membre de la família Sousa Aranha, de renom a Campinas, a l'estat de São Paulo. Era el besnét de la vescomtessa de Campinas, Maria Luzia de Sousa Aranha; net de Martim Egídio de Sousa Aranha i Talvina do Amaral Nogueira. Per via materna, era descendent de Luís de Freitas Vale, baró d'Ibirocaí; cosí del ministre Ciro de Freitas Vale, nebot del senador Eurico de Freitas Vale. i cosí del també senador José de Freitas Vale.
Es va casar amb Delminda Benvinda Gudolle, i els seus fills van ser: Luísa Zilda, Euclides, Osvaldo i Delminda.
Entre els nets del diplomàtic, es troben Pedro Corrêa do Lago, reconegut escriptor; i André Corrêa do Lago, qui era ambaixador del Brasil a l'Índia quan va ajudar a desbloquejar la importació de vacunes des d'aquell país durant la pandèmia de COVID-19.